# Hôtel des Roches Noires (Monet)
Pour les articles homonymes, voir Roches Noires.
Hôtel des Roches Noires est un tableau réalisé par le peintre impressionniste Claude Monet à Trouville-sur-Mer en 1870.

## Histoire
Avec l'avènement des chemins de fer et des stations balnéaires au XIXe siècle, les plages de Normandie sont facilement accessibles pour la bourgeoisie parisienne. Tout le long de la côte apparaissent des hôtels de luxe, dont l'Hôtel des Roches Noires que fréquentent des célébrités comme Gustave Flaubert ou Marcel Proust. Le choix du sujet est directement influencé par Eugène Boudin, et ses fameuses représentations balnéaires de la grande bourgeoisie du Second Empire
Le 28 juin 1870, Claude Monet épouse Camille, avec laquelle il a eu un fils, Jean, en 1867. Alors que la guerre de 1870 se profile et que le peintre est sans ressources ni logement à Paris, la famille Monet quitte la capitale et, avant de rejoindre Londres, séjourne à Trouville-sur-Mer. N'ayant pas les moyens de loger dans un palace, elle prend pension à l'hôtel de Tivoli, plus éloigné de la plage. Monet y peint des toiles en plein air qui mettent en scène et en représentation de riches bourgeois, acheteurs potentiels de ces tableaux.
L'œuvre de Monet, devenue une propriété de l'Etat français à la suite d'une donation en 1947, fait partie de la collection permanente du musée d'Orsay depuis l'ouverture de ce musée en 1986.

## Composition
La toile est ouverte d'un côté sur l'espace marin, de l'autre côté fermée par la façade de l'hôtel dont les fenêtres et l'escalier sont animés de personnages qui semblent admirer le spectacle de la marée. L'étalement de la terrasse, sur laquelle musardent plusieurs mondains, est souligné par la fuite de perspective et l'alignement des drapeaux claquant au vent d'été (le drapeau du premier plan peint en quelques coups de pinceaux est caractéristique du style impressionniste). La ligne d'horizon derrière l'homme qui salue avec son chapeau représente Le Havre, ville où habite la famille de Monet.